# John Fitch
John Cooper Fitch, ameriški dirkač, * 4. avgust 1917, Indianapolis, Indiana ZDA, † 31. oktober 2012, Lime Rock, Connecticut, ZDA.
Fitch je v svoji karieri je nastopil na dveh dirkah Svetovnega prvenstva formule 1, Veliki nagradi Italije v sezoni 1953, kjer je odstopil v štirinajstem krogu zaradi odpovedi motorja, in Veliki nagradi Italije v sezoni 1955, kjer je zasedel deveto mesto z več kot štirimi krogi zaostanka za zmagovalcem.

## Popolni rezultati Formule 1
(legenda) (odebeljene dirke pomenijo najboljši štartni položaj, poševne pa najhitrejši krog, †-uvrščen kljub odstopu)
| Leto | Moštvo        | Šasija        | Motor               | 1   | 2   | 3   | 4   | 5   | 6  | 7     | 8   | 9       | Prv | Toč |
| ---- | ------------- | ------------- | ------------------- | --- | --- | --- | --- | --- | -- | ----- | --- | ------- | --- | --- |
| 1953 | HW Motors Ltd | HWM           | Alta Straight-4     | ARG | 500 | NIZ | BEL | FRA | VB | NEM   | ŠVI | ITA Ret | NC  | 0   |
| 1955 | Stirling Moss | Maserati 250F | Maserati Straight-6 | ARG | MON | 500 | BEL | NIZ | VB | ITA 9 |     |         | NC  | 0   |